# Колето, Тим
Тимоти (Тим) Колето (англ. Timothy «Tim» Koleto; род. 1 июня 1991, Калиспелл, Монтана) — японский фигурист, выступающий в танцах на льду. Выступает за команду Японии. Ранее выступал за команды Республики Корея и Норвегии. Вместе со своей партнёршей и женой Мисато Комацубара завоевал серебряные медали в командном соревновании в фигурном катании на зимних Олимпийских играх 2022 года в Пекине.
По состоянию на 12 февраля 2023 года пара Комацубара / Колето занимает 30-е место в рейтинге Международного союза конькобежцев (ИСУ).

## Биография
Родился 17 июня 1991 года в городе Калиспелл, штат Монтана, США.
Колето начал учиться кататься на коньках в 1998 году. Занял 6-е место в категории юниоров на чемпионате США 2012 года.

### Партнерство с Мин Ю Ра
В сезоне 2013-2014 годов Колето переключился на танцы на льду в паре с Мин Ю Ра. Они заняли 9-е место на Открытом чемпионате Украины 2013 года. Представляя Южную Корею, дуэт занял десятое место на чемпионате четырёх континентов 2014 года. На Bavarian Open 2014 они заняли десятое место.

### Партнерство с Тея Рабе
С ноября 2014 года Колето выступал с норвежкой Теей Рабе на турнире в Лионе (Франция), и в следующем месяце в Нови, штат Мичиган. [10] Они согласились кататься вместе за команду Норвегии. В мае 2015 года Рабе переехала в США, чтобы тренироваться с Колето. С 20 октября 2015 года Колето начал выступать за Норвегию в турнире Volvo Open Cup. Затем Рабе-Колето соревновались на Open d'Andorra и CS Warsaw Cup. Несмотря на квалификацию на чемпионат Европы 2016 года, они решили прекратить сотрудничество за несколько недель до мероприятия. Они были первой танцевальной парой в Норвегии.

### Партнерство с Мисато Комацубара
С апреля 2016 года Колето объединился с японкой Мисато Комацубара после пробы в Милане. Они решили вместе тренироваться в Милане под руководством Барбары Фузар-Поли. Выиграли бронзовую медаль на чемпионате Японии в декабре 2016 года. На чемпионате Японии 2017 года они уже завоевали серебряные медали.
Заняли 10-е место на чемпионате четырёх континентов 2018 года с историческим личным рекордом 138,18 очков. Заняли 4-е место на Кубке Торуни 2018 года.
На чемпионате Японии 2018–19 годов они выиграли золотые медали.
Участвовали в командном чемпионате мира 2019 года в составе сборной Японии, которая выиграла серебряную медаль, хотя Комацубара―Колето заняли последнее место в сегменте танцевальных пар. Сама Комацубара был капитаном японской команды.
На чемпионате Японии 2019–20 года они выиграли свой второй национальный титул подряд. Победили они и в чемпионате Японии 2020–21 годов.
На чемпионате мира 2021 года в Стокгольме они заняли 19-е место. Результат Комацубары-Колето обеспечил место для японской танцевальной команды на зимних Олимпийских играх 2022 года.
На чемпионате Японии 2021–2022 годов они вновь стали победителями и вошли в состав сборной Японии по фигурному катанию на зимние Олимпийские игры-2022.

### Зимние Олимпийские игры 2022 года
Комацубара и Колето заняли седьмое место в своем сегменте, заработав четыре очка для сборной Японии. Они финишировали пятыми из пяти танцевальных команд в свободном сегменте, заработав шесть очков для сборной Японии, которая в конечном итоге завоевала бронзовую медаль, впервые поднявшись на подиум в командном зачёте.

## Личная жизнь
Колето стал гражданином Японии 19 ноября 2020 года. После этого Колето на законных основаниях принял фамилию жены ― Комацубара, поскольку японские законы требуют, чтобы пары имели общую фамилию, и он чувствовал, что «став японцем странно попросить мою жену изменить японскую фамилию на иностранную». Он выбрал личное имя Такеру после того, как посоветовался со своей свекровью о том, какое имя она бы использовала, если бы у неё был ещё один ребенок.
Изучает японский язык.

## Программы
(с М. Комацубара за Японию)
| Сезон     | Ритм танец | Произвольный танец | Показательные номера                                                             |
| --------- | --- | --- | -------------------------------------------------------------------------------- |
| 2022—2023 | - «Loca» Шакира ft. Диззи Раскал - «Hay Amores» Шакира - «Dare (La La La)» Шакира ft. Карлиньос Браун хореография: Ромен Агеноэр, Мари Франс-Дюбрёй, Жинетт Курнуайе, Сэмюэл Шуинар, Ева Айропетян | - «Пятый элемент»: - «Il dolce suono (Lucia di Lammermoor)» Гаэтано Доницетти - «The Diva Dance» Эрик Серра хореография: Ромен Агеноэр, Мари Франс-Дюбрёй, Жинетт Курнуайе, Сэмюэл Шуинар, Ева Айропетян                               | - «Filter» BTS - «(You Drive Me) Crazy» - «Oops!... I Did It Again» Бритни Спирс |
| 2021—2022 | - «Le Freak» Chic - «What You Won't Do for Love» Бобби Колдуэлл - «You Make Me Feel (Mighty Real)» Sylvester хореография: Жинетт Курнуайе, Сэмюэл Шуинар                                           | - «Sayuri's Theme» - «Going to School» - «The Chairman's Waltz» - «Sayuri's Theme and End Credits» (из фильма «Мемуары гейши») Джон Уильямс хореография: Жинетт Курнуайе, Сэмюэл Шуинар                                                |                                                                                  |
| 2020—2021 | - Блюз: «Dreamgirls» - Свинг: «One Night Only» - Диско: «Jimmy Got Soul» (из фильма «Девушки мечты») Генри Кригер и Том Айен хореография: Мари Франс-Дюбрёй, Ромен Агеноэр                         | - «Une histoire d'amour» в исполнении Мирей Матьё хореография: Мари Франс-Дюбрёй, Ромен Агеноэр, | - «Umarekuru Kodomotachi no Tame ni» Кадзумаса Ода                               |
| 2019—2020 | - Блюз: «Dreamgirls» - Свинг: «One Night Only» - Диско: «Jimmy Got Soul» (из фильма «Девушки мечты») Генри Кригер и Том Айен хореография: Мари Франс-Дюбрёй, Ромен Агеноэр                         | - «Cry of the Celts» - «Suil a Ruin» - «The Lord of the Dance» (из шоу «Lord of the Dance») Ронан Хардиман хореография: Мари Франс-Дюбрёй, Ромен Агеноэр                                                                               |                                                                                  |
| 2018—2019 | - Танго: «El Sol Sueno» Гидон Кремер - Танго: «Sueno de Barrilete» Сюзанна Ринальди хореография: Мари Франс-Дюбрёй, Ромен Агеноэр                                                                  | - «Une histoire d'amour» в исполнении Мирей Матьё хореография: Мари Франс-Дюбрёй, Ромен Агеноэр | - «Your Name» RADWIMPS                                                           |
|           | Короткий танец | Произвольный танец | Показательные номера                                                             |
| 2017—2018 | - Сальса: «Ahora Quien» Марк Энтони - Румба: «Ahora Quien» Марк Энтони - Самба: «Samba do Brasil (Radio Remix)» Bellini хореография: Барбара Фузар-Поли                                            | - «Where Is It Written?» (из фильма «Йентл») Барбра Стрейзанд, Мишель Легран - «End Credits» (из фильма «Сабрина») Джон Уильямс - «A Piece of Sky» (из фильма «Йентл») Барбра Стрейзанд, Мишель Легран хореография: Барбара Фузар-Поли |                                                                                  |
| 2016—2017 | - «Mercy on Me» - «Candyman» хореография: Кристофер Дин | - «Богемская рапсодия» Фредди Меркьюри хореография: Кристофер Дин |                                                                                  |

(с Т. Рабе за Норвегию)
| Сезон     | Короткий танец | Произвольный танец                                                                                                 |
| --------- | --- | --- |
| 2015—2016 | - «Золушка» Сергей Прокофьев - Вальс: «Cinderella's Departure for the Ball» - Марш: «Clock Scene» - Вальс: «Cinderella's Departure for the Ball» хореография: Барбара Фузар-Поли, Игорь Шпильбанд | - «Пер Гюнт» Эдвард Григ - «Morning» - In the Hall of the Mountain King хореография: Игорь Шпильбанд, Фабьян Бурза |

(с Мин за Южную Корею)
| Сезон     | Короткий танец                                                                                     | Произвольный танец |
| --------- | -------------------------------------------------------------------------------------------------- | --- |
| 2014—2015 | - Фламенко: «Lucia» Оскар Лопес - Пасодобль: «Малагенья» - Фламенко: «Fiesta Flamenca» Monty Kelly | - «Belleville Rendez-Vous» Бенуа Шаре - «Under the Bridge» Бенуа Шаре - «Theme Bruno» Бенуа Шаре - Suzy Caravan Palace |
| 2013—2014 | - Квикстеп: «Kap'n Kid» - Фокстрот: «Un mate in luca» Рафаэль Гуалацци - Квикстеп: «Kap'n Kid»     | - «Нотр-Дам де Пари» Риккардо Коччанте                                                                                 |

## Спортивные достижения

### с Комацубара за Японию
| Соревнования                   | 16/17         | 17/18         | 18/19         | 19/20         | 20/21         | 21/22         | 22/23         |
| Международные                  | Международные | Международные | Международные | Международные | Международные | Международные | Международные |
| ------------------------------ | ------------- | ------------- | ------------- | ------------- | ------------- | ------------- | ------------- |
| Олимпийские игры               |               |               |               |               |               | 22            |               |
| Чемпионат мира                 |               |               | 21            |               |               |               |               |
| Чемпионат четырёх континентов  |               | 10            | 9             | 11            |               |               | 7             |
| Этап Гран-при. NHK Trophy      |               | 10            | 8             |               | 1             | 7             | 9             |
| Этап Гран-при. Cup of China    |               |               |               | 10            |               |               |               |
| Этап Гран-при. Skate America   |               |               |               |               |               | 6             |               |
| Этап Гран-при. Skate Canada    |               |               |               |               |               |               | 7             |
| Этапы Гран-при. Rostelecom Cup |               |               | 8             |               |               |               |               |
| Lombardia Trophy               |               | 8             |               |               |               |               |               |
| Asian Open Trophy              |               |               | 3             | 9             |               |               |               |
| U.S. Classic                   |               |               | 3             |               |               |               | 7             |
| Международные командные        |               |               |               |               |               |               |               |
| Олимпийские игры               |               |               |               |               |               | 2             |               |
| Командные чемпионаты мира      |               |               | 2             |               | 3             |               |               |
| Национальные                   |               |               |               |               |               |               |               |
| Чемпионаты Японии              | 3             | 2             | 1             | 1             | 1             | 1             |               |

### с Рабе за Норвегию
| Соревнования    | 15/16         |
| Международные   | Международные |
| --------------- | ------------- |
| Warsaw Cup      | 8             |
| Volvo Open Cup  | 3             |
| Open d' Andorra | 8             |

### с Мин за Южную Корею
| Соревнования                  | 13/14         | 14/15         |
| Международные                 | Международные | Международные |
| ----------------------------- | ------------- | ------------- |
| Чемпионат четырёх континентов | 10            |               |
| Nebelhorn Trophy              |               | 8             |
| Bavarian Open                 | 10            |               |
| Кубок Ниццы                   |               | 5             |
| Ukrainian Open                | 9             |               |
| Национальные                  |               |               |
| Чемпионат Южной Кореи         | 1             |               |